# Bravo-Beatles-Blitztournee

Die Bravo gibt die Ankunft der Beatles in Deutschland bekannt; Ausgabe vom 27. Juni 1966, Cover (Ausschnitt)

Die Bravo-Beatles-Blitztournee war die einzige Deutschlandtournee, die die Beatles absolvierten. Sie fand im Juni 1966 statt und umfasste sechs Konzerte an drei Tagen in drei Städten. Die Tour, die von der Jugendzeitschrift Bravo initiiert und gesponsert worden war, ist durch zahlreiche Bootleg-LPs und CDs mit Konzertmitschnitten, aber auch durch DVDs mit TV- und Wochenschaumitschnitten dokumentiert. Die Münchner und Hamburger Polizei drehten zu Schulungszwecken je einen Film, die offiziell auf DVD erhältlich sind.

## Vorgeschichte
Die Jugendzeitschrift Bravo hatte bereits im September 1965 eine erste Tournee organisiert, bei der die Rolling Stones auftraten. Der Londoner Bravo-Korrespondent Karl-Heinz Kukowski nahm 1965 Kontakt mit Brian Epstein auf, mit dem er die Möglichkeit einer Kurztournee der Beatles durch Deutschland besprach.
Am 25. April 1966 gab die Bravo bekannt, dass die Beatles in Deutschland auftreten würden. Schon Ende Februar berichtete die Presse über die anstehende Tour, die Orte und Termine standen jedoch noch nicht endgültig fest. In den folgenden Monaten brachte die Bravo eine massive Berichterstattung zur Gruppe, weshalb Beatles-Buch-Autor Rainer Bratfisch feststellte: „Ziel der Tournee war offensichtlich eine Stärkung der Leser-Blatt-Bindung.“ Die Zeitschrift initiierte in der Zeit zwischen April und Juni unter anderem ein „Bravo-Beatles-Blitz-Quiz“. Insgesamt wurden dabei 100 Freikarten für das Konzert inklusive An- und Abreise verlost. Laut eigener Angabe erhielt die Zeitschrift bis Juni 1966 rund 200.000 Zuschriften, wobei die Bekanntgabe der Gewinner auf zwei Bravo-Ausgaben verteilt wurde. Weitere Aktionen der Zeitschrift waren die Herausgabe eines Beatles-Buches mit dem Titel Das sind die Beatles, das käuflich erworben werden konnte, sowie die Suche nach Doppelgängern der Pilzköpfe.
Als eine Tourstation war zu Beginn der Pressemitteilungen angeblich Berlin vorgesehen gewesen. Es wurde hinterher behauptet, dass der Sportpalast und die Waldbühne bereits ausgebucht gewesen und die Verhandlungen mit der Deutschlandhalle und dem Olympiastadion erfolglos geblieben seien, sodass man deshalb auf ein Konzert in Berlin verzichten musste. Das traf jedoch nicht zu: Die Beatles hatten von vornherein darauf bestanden, nicht in Stadien zu spielen und von Beginn an waren auch nur drei Konzertstätten vorgesehen.
Bravo organisierte zusammen mit dem Reisebüro Hummel Reisen, das später in der TUI aufging, zudem insgesamt 18 Sonderzüge zu den Veranstaltungsorten München, Essen und Hamburg. Zur Kompensation der Berliner Nachfrage wurden zwei Sonderflüge von Berlin zu den beiden Hamburger Konzerten angeboten. Das erworbene Fahrt- bzw. Flugticket berechtigte dabei zum Erhalt einer Eintrittskarte. Es stellte sich allerdings kurz darauf heraus, dass diese Reisen ein Flop waren. Nur die wenigsten Züge waren einigermaßen voll und es mussten Sonderzüge abgesagt oder verkleinert werden. Die Karten gingen kurzfristig in den freien Verkauf.
Insgesamt wurden 34.200 Karten für alle sechs Konzerte verkauft; die Einzelkarte kosteten zwischen 10 und 25 Mark, im Schnitt 16,50 Mark (kaufkraftbereinigt in heutiger Währung rund 39 Euro). Die Bruttoeinnahmen der Tour lag deshalb in etwa bei 550.000 Mark, von denen die Beatles (geschätzt) zwischen 300.000 und 400.000 Mark als Gage erhielten. Trotz der in der Presse angeprangerten hohen Eintrittspreise war die Tournee selbst dadurch nicht zu decken und musste durch Zuzahlungen im fast sechsstelligen DM-Bereich seitens der Bravo ausgeglichen werden.„Es ist der Zeitschrift Bravo zu verdanken, daß diese Tournee überhaupt durchgeführt werden konnte“, so Konzertveranstalter Kurt Collien in einem Interview 1966. In dem Buch The Bravo-Beatles-Blitztournee von Thorsten Knublauch konnten erstmals Akten aus den Archiven der Veranstalter ausgewertet werden, die diese Aussage Colliens untermauern.

## Tour-Stationen

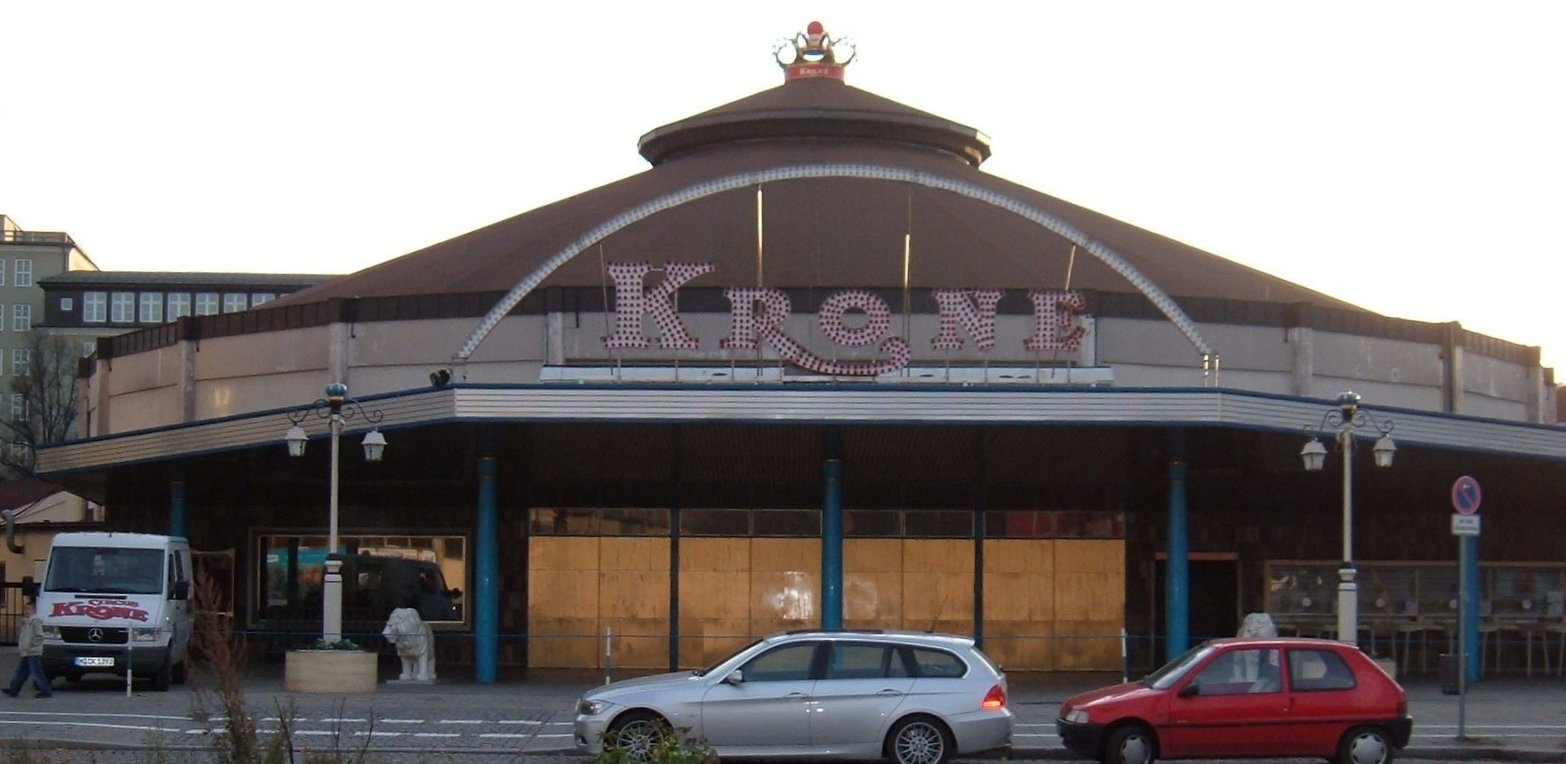
Auftrittsort in München: Der Bau des Circus Krone

| Datum                  | Stadt   | Ort               | Zuschauer je Konzert | Konzerte |
| ---------------------- | ------- | ----------------- | -------------------- | -------- |
| Freitag, 24. Juni 1966 | München | Circus Krone      | 3054                 | 2        |
| Samstag, 25. Juni 1966 | Essen   | Grugahalle        | 8025                 | 2        |
| Sonntag, 26. Juni 1966 | Hamburg | Ernst-Merck-Halle | 5596                 | 2        |

## Ablauf

### München und Essen

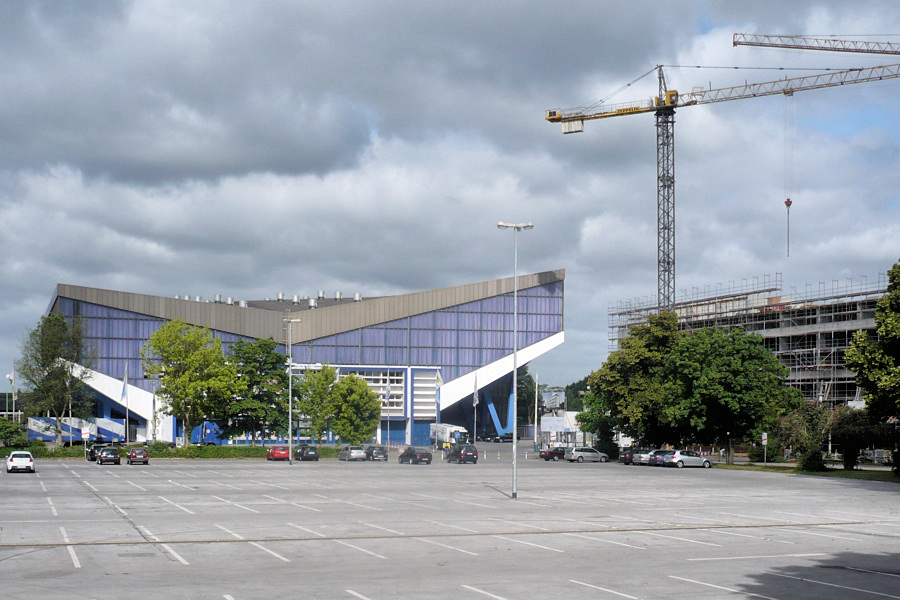
Auftrittsort in Essen: Die Grugahalle

Die Bravo-Beatles-Blitztournee, die von Karl Buchmann produziert wurde, war die erste Tour der Beatles im Jahr 1966. Die Band flog bereits am 23. Juni 1966 von London nach München, wo sie am folgenden Tag die ersten beiden Konzerte gab. Am Ankunftstag wurde im Hotel Bayerischer Hof eine große Pressekonferenz abgehalten, deren Mitschnitt nicht erhalten geblieben ist.
Waren zu Beginn noch Chris Andrews und sogar Drafi Deutscher als einer der Tourbegleiter der Beatles im Gespräch gewesen, traten als Vorbands bei allen sechs Konzerten schließlich Cliff Bennett & the Rebel Rousers, The Rattles und Peter & Gordon auf. Das Vorprogramm kam in der Regel eher mäßig beim Publikum an, das sehnsüchtig auf die Beatles wartete. Ansager war Charlie Hickman. Der Auftritt der Beatles dauerte bei jedem Konzert rund eine halbe Stunde. Das erste Münchner Konzert im Circus Krone begann 17:15 Uhr; das zweite Konzert um 21 Uhr. Beide Shows wurden vom ZDF aufgezeichnet und am 5. Juli 1966 unter dem Titel Die Beatles als Zusammenschnitt auf dem ZDF ausgestrahlt. Die Aufzeichnung war 45 Minuten lang und enthält sieben von elf Beatles-Titeln sowie Aufnahmen der Vorbands.
Im Vorfeld hatte die Bravo angekündigt, dass die Beatles auf ihrer Tour neue Titel präsentieren würden: „Einen Koffer voll neuer Hits bringen die Beatles nach Deutschland mit. Noch weiß niemand, womit Paul, John, George und Ringo ihre Fans während der Bravo-Tournee überraschen werden. […] Vielleicht kommen die Beatles sogar mit einem neuartigen indischen Sound zu uns?“ Entgegen der Ankündigung präsentieren die Beatles jedoch keine Titel ihres gerade fertiggestellten Albums Revolver, allerdings mit Paperback Writer einen Titel, der im Juni 1966 als Single erschienen war und in Deutschland als erste Single seit zwei Jahren wieder den ersten Platz erreichen konnte.
Die Beatles spielten auf allen sechs Konzerten die folgenden Titel:
| - Rock and Roll Music (1964: Beatles for Sale) - She’s a Woman (1964: Single, B-Seite) - If I Needed Someone (1965: Rubber Soul) - Day Tripper (1965: Single, A-Seite) - Baby’s in Black (1964: Beatles for Sale) - I Feel Fine (1964: Single, A-Seite) | - Yesterday (1965: Help!) - I Wanna Be Your Man (1963: With The Beatles) - Nowhere Man (1965: Rubber Soul) - Paperback Writer (1966: Single, A-Seite) - I’m Down (1965: Single, B-Seite) |

Den erhalten gebliebenen offiziellen und inoffiziellen Mitschnitten merkt man an, dass die Beatles relativ ungeprobt in diese Tour gegangen sind und sich gerade bei den Texten einige Fehler erlaubten. Aufgrund der damaligen Technik dürfte es den wenigsten Fans aufgefallen sein. Der Mitschnitt des ZDF ist allerdings klanglich von hervorragender Qualität.
Mit einem Sonderzug fuhren die Beatles am 25. Juni gegen 8.30 Uhr von München nach Mülheim an der Ruhr. Von dort ging es im Autokorso nach Essen, wo sie zwei weitere Konzerte und eine Pressekonferenz gaben. Die Pressekonferenz ist in Teilen und der Beatles-Auftritt des Nachmittages als Publikumsmitschnitt erhalten geblieben. Das Abendkonzert ist ebenfalls als Mitschnitt erhalten geblieben. Gegen Mitternacht ging es wieder weiter per Sonderzug nach Hamburg. „Es war der Zug, der auch von der königlichen Familie benutzt wurde, wenn sie in Deutschland unterwegs war, und es war sehr nett; jeder hatte ein kleines Abteil mit Marmorwanne, wirklich luxuriös“, so George Harrison rückblickend. Die Kosten für die Sonderzugnutzung beliefen sich auf 22.000 Mark. Tatsächlich benutzte Königin Elisabeth II. und ihr Gefolge den Salonwagen dieses Zuges für den Staatsbesuch im Jahr 1965.

### Hamburg
Die Beatles kamen am 26. Juni bereits 5:30 Uhr früh auf dem Ahrensburger Bahnhof an und stiegen im Schloss Tremsbüttel ab, wo sie sich nachmittags auf dem Hotelbalkon für wenige Sekunden ihren Fans zeigten. Diese Szenen sind in der Wochenschau festgehalten worden.
In Hamburg waren die Beatles zuletzt 1962 als international noch unbekannte, aber in Hamburg sehr beliebte Band aufgetreten, sodass diesen beiden Konzerten eine besondere Bedeutung zukam. Backstage bekamen die Beatles Besuch von Freunden aus alten Hamburger Club-Tagen. Sogar die Schauspielerin Evelyn Hamann kam als Gattin eines alten Freundes zu den Beatles in die Garderobe.

„Hamburg löste angenehme und unangenehme Gefühle in mir aus. Das Gute war, dass wir zurückkamen, nach all unseren Erfolgen; als wir zum ersten Mal dort waren, mussten wir in schmuddeligen Nachtclubs spielen. Das Schlechte war, dass viele Geister der Vergangenheit auftauchten – Leute, die man nicht unbedingt wiedersehen wollte. Leute, mit denen man sich 1960 in einer trinkseligen Nacht angefreundet hatte. Es war 1966, du hast unglaubliche Veränderungen durchgemacht, und plötzlich springt dich so ein Geist aus der Vergangenheit an.“

Beide Hamburger Konzerte fanden in der Ernst-Merck-Halle vor je rund 5600 Zuschauern statt. Die Konzerte dauerten je 105 Minuten – 15 bis 16:45 Uhr sowie 19 bis 20:45 Uhr; die Beatles standen dabei auch hier jeweils rund 30 Minuten auf der Bühne. Zwischen beiden Konzerten fand eine Pressekonferenz statt, deren Mitschnitt erhalten geblieben ist. Während der Pressekonferenz beschwerten sich die Beatles über die meist sehr dümmlichen Fragen der Reporter, die schon einen Tag zuvor in Essen kaum besser waren. Einige Pressevertreter berichteten später, dass sie sich für ihre Kollegen geschämt hatten. Während der Konzerte und danach kam es in der Hamburger Innenstadt zu Krawallen, bei denen insgesamt 117 Randalierer festgenommen wurden und die Polizei Wasserwerfer einsetzte. Die meisten Randalierer wurden bereits am folgenden Tag im Schnellverfahren zu abschreckenden Jugendstrafen verurteilt. Der Hamburger Polizeifilm berichtete ausgiebig darüber.
Die Beatles flogen am 27. Juni 1966 von Hamburg-Fuhlsbüttel über Heathrow nach Tokio, mussten jedoch in Anchorage, Alaska, zwischenlanden, da es für Japan eine Taifun-Warnung gegeben hatte. In Japan spielte man insgesamt fünf Konzerte in Tokio und danach zwei Konzerte in Manila auf den Philippinen. Am 29. August 1966 gaben sie im Candlestick Park in San Francisco ihr letztes Tourneekonzert überhaupt.

## LPs, CDs und DVDs
In den folgenden 30 Jahren kamen zahlreiche Bootleg-LPs und -CDs mit Konzertaufnahmen auf den Markt. Erschienen ist das Nachmittagskonzert aus Essen als schlechter Publikumsmitschnitt sowie einzelne Songs aus München und Hamburg, die größtenteils TV- und Wochenschauen entnommen wurden. Das Abendkonzert aus Essen wurde ebenfalls (in sehr guter Qualität) mitgeschnitten, die Aufnahme befindet sich aber in privater Hand. Die Pressekonferenzen aus Essen und Hamburg und (auf DVD) die Polizeifilme aus München (in Farbe) und aus Hamburg waren offiziell erhältlich. Inoffiziell werden sind DVDs mit sämtlichen TV- und Wochenschau-Aufnahmen vertrieben, in Sammlerhänden befinden sich einige Super-8- bzw. 8-mm-Filmaufnahmen ohne Ton von den Konzerten in Essen und Hamburg.